# Zak McKracken and the Alien Mindbenders
Zak McKracken and the Alien Mindbenders — приключенческая компьютерная игра, разработанная и выпущенная компанией Lucasfilm Games в октябре 1988 года. Как и предыдущая игра компании, Maniac Mansion, она была выпущена для Commodore 64 и IBM PC. В следующем году игра была портирована на Amiga и Atari ST и перевыпущена для PC с улучшенной графикой. Для японского компьютера FM Towns игра была выпущена на CD-ROM в 256-цветной графике и вместе с саундтреком.

## Сюжет
Действия игры происходят в будущем, в 1997 году. Репортер желтой газеты «National Inquisitor» Зак Маккракен пытается найти историю, за которую он получит Пулитцеровскую премию. Из новостей он узнает о двух студентках Йельского университета, Мелиссе Чейн и Лесли Беннет, высадившихся на Марсе и пытающихся разрушить планы инопланетян-капонианцев, внедрившихся в людское общество под видом замаскированных работников телефонной компании и методично «оглупляющих» людей Земли с помощью помех в телефонных сигналах.
К счастью, другая древняя раса инопланетян, сколарианцы, оставила устройство защиты против «оглупляющих» импульсов капонианцев. Заку снится сон, в котором сколарианцы в изобразительной форме предупреждают о нависшей угрозе и указывают собрать и запустить устройство. К несчастью для Зака, части устройства разбросаны по всей Земле и… даже Марсу. Зак обращается за помощью к ученому по найму Анни Ларрис, которая приснилась ему во сне, и начинает собирать устройство. Судьба мира теперь в руках отважного репортера…
В игре часто используются различные теории посещения Земли инопланетянами и древних таинственных цивилизаций. Повсюду в игре можно встретить различные объекты, так или иначе используемые в этих теориях — египетские пирамиды, Теотиуакан, Стоунхендж и даже кидонийское Лицо Марса. Даже Элвис, согласно этим теориям, является инопланетянином, курсирующим на орбите над Бермудским треугольником в своем космическом Кадиллаке.
Нью-эйдж также очень сильно повлиял на сеттинг игры — Заку приходится встречаться с гуру и шаманами, хранящими секреты древних цивилизаций. Даже с виду надоедливые кришнаиты в аэропортах помогают Заку победить капонианцев.

## Особенности игры
Все версии игры (за исключением FM Towns) требовали ввода кода для продолжения при вылетах Зака за пределы США. Если код пять раз подряд вводился неверно, Зака помещали в тюрьму, в которой охранник произносил пространную речь против компьютерного пиратства.